# Mädchen aus dem Uchter Moor

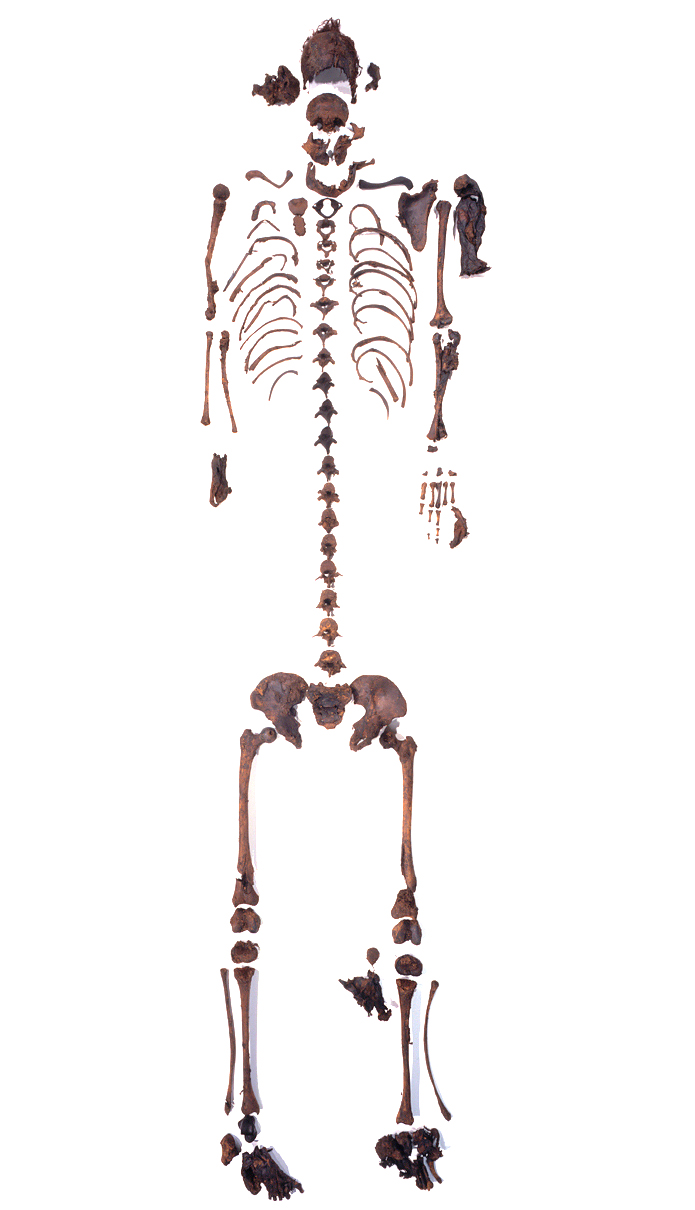
Aufgefundene Skelettteile

Das Mädchen aus dem Uchter Moor, genannt Moora, ist eine Moorleiche. Ihre Überreste wurden in den Jahren 2000 und 2005 bei Torfstecharbeiten im Großen Moor im niedersächsischen Landkreis Nienburg/Weser bei Uchte gefunden. Es handelt sich um die sterblichen Überreste eines jugendlichen Mädchens, das in der vorrömischen Eisenzeit etwa um 650 v. Chr. lebte. Es handelt sich um die bisher älteste Moorleiche in Niedersachsen.

## Fundumstände

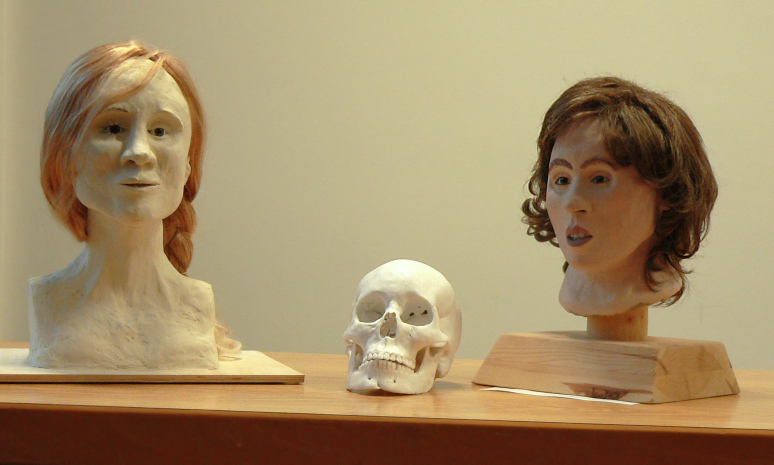
Zwei Gesichtsrekonstruktionen der Moorleiche und der im Digital-Fabricating-Verfahren nachgebildete Schädel, der als Vorlage diente

Die Moorleiche wurde im Großen Moor im Uchter Ortsteil Darlaten entdeckt. Der Fundort ist ein Moorbereich, in dem lange Zeit manuell und seit den 1970er Jahren im industriellen Maßstab Torf abgebaut wurde. Der Fund erfolgte in zwei Etappen, wobei dessen historische Bedeutung erst fünf Jahre nach der ersten Entdeckung erkannt wurde.
Fundort: 52° 30′ 14,1″ N, 8° 48′ 33,3″ O

### Erster Fund
Am 6. September 2000 bemerkte der Maschinenführer einer Torfabbaumaschine einen menschlichen Beinknochen im abgebauten Torf. Nachdem er seine Maschine gestoppt hatte, fand er weitere Skelettteile sowie Stücke eines Schädelknochens mit Haaren. Der Abbaubetrieb meldete den Fund sofort der örtlichen Polizei, die die gefundenen Knochen sicherstellte und den Fall der Kriminalpolizei in Nienburg/Weser übergab. In der Annahme eines ungeklärten Todesfalls untersuchten Kriminalbeamte die Fundstelle noch am selben Tag und bargen weitere Knochen der Leiche. Aufgrund der Fundumstände ging die Kriminalpolizei zunächst von zwei Theorien aus:
- Es handelt sich um das Besatzungsmitglied eines im Zweiten Weltkrieg abgestürzten alliierten Flugzeugs, von denen es in der Region um Nienburg mehrere gab. In etwa 1,5 km Entfernung vom Fundort wurde in den Nachkriegsjahren ein Flugzeugwrack gefunden. Etwa 20 km weiter nördlich im Maasener Moor wurde 1979 ebenfalls eine Moorleiche gefunden. Sie wurde als Heckschütze eines 1944 abgestürzten Bombers der US Air Force identifiziert.

- Es liegt ein Tötungsdelikt mit einer in einem Entwässerungsgraben verscharrten Leiche vor. Mitarbeiter des Abbaubetriebes erinnerten sich, dass am Fundort früher ein Damm für Torfloren mit beidseitigen Entwässerungsgräben verlief. Nach den ersten polizeilichen Ermittlungen könnte die Leiche im Graben parallel zum Damm abgelegt worden sein. In den 1970er Jahren wurde der Damm planiert und die Gräben zugeschüttet, so dass die Leiche dabei begraben worden wäre.

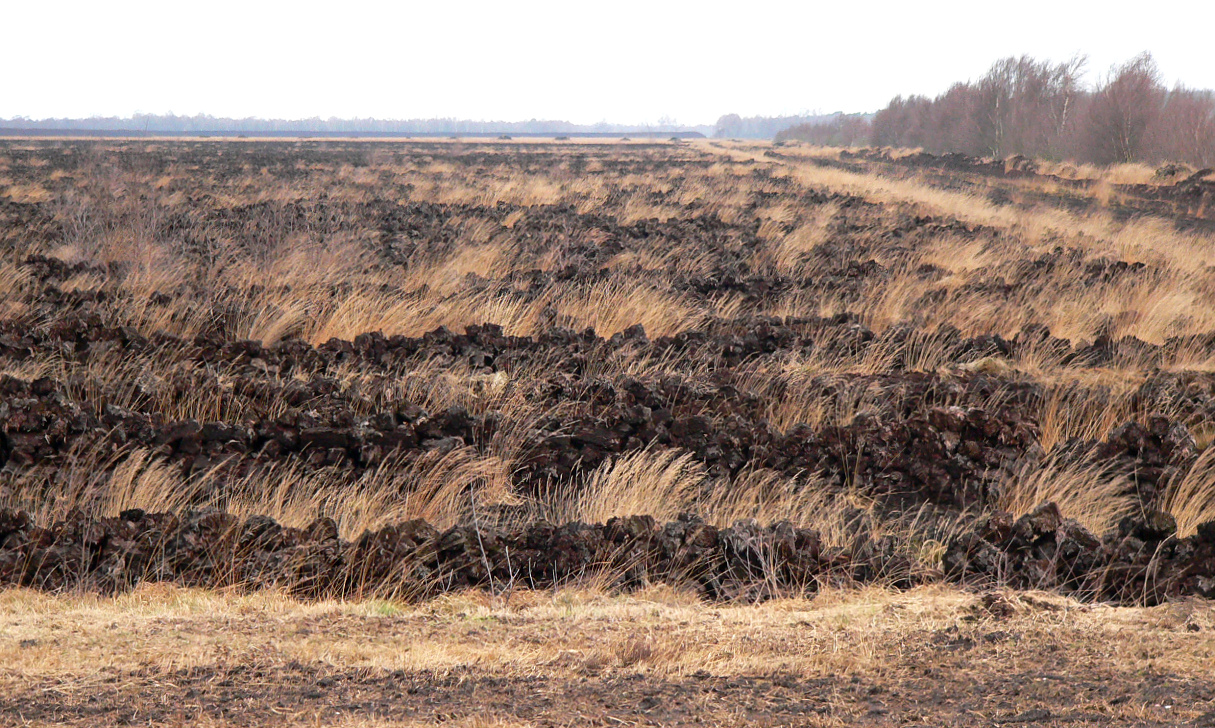
Ungefährer Bereich der Fundstelle im Uchter Moor

Bei einer ersten kriminaltechnischen Begutachtung wurde das Geschlecht als weiblich angenommen. Eine archäologische Relevanz des Fundes wurde zwar von der Kriminalpolizei in Betracht gezogen, jedoch war eine Einschätzung der Liegezeit allein anhand des äußerlichen Erhaltungszustandes kaum möglich. Die für Moorleichen typischen Veränderungen (Braun- bis Schwarzfärbung der Haut, Rotfärbung der Haare) stellen sich schon nach wenigen Jahren ein.
Am 11. September 2000 wurden die Leichenteile an das Rechtsmedizinische Institut des Universitätsklinikums Hamburg-Eppendorf gesandt. Die rechtsmedizinische Untersuchung sollte Aufschluss über die Identität der Toten, die Todesursache und die Liegezeit geben. Das bis dahin vermutete Geschlecht sowie das Alter des Mädchens wurde am 6. Oktober von der Hamburger Gerichtsmedizin mit 16 bis 21 Lebensjahren vorab bestätigt. Aufgrund dieser Daten und der Tatsache, dass an den vorgefundenen Zähnen keine zahnärztliche Behandlung sichtbar war, wurde der Fund mit dem Verschwinden der 15-jährigen Elke Kerll aus Loccum in Verbindung gebracht. Die Vermisste, die zu Lebzeiten ebenfalls keine zahnärztliche Behandlung benötigte, verschwand am Morgen des 14. Dezember 1969 auf dem Heimweg von einem Discobesuch spurlos. Die Ergebnisse von mehreren DNA-Untersuchungen und Abgleichen mit DNA-Material der Mutter bestätigten in den Jahren 2002 und 2003 jedoch, dass das Mädchen aus dem Uchter Moor nicht die vermisste Person ist, deren Schicksal bis heute (2018) nicht geklärt ist. Die Bearbeiterin der DNA-Analysen bei der Universität Göttingen wies daraufhin in ihrem Bericht an die Kriminalpolizei auf eine mögliche archäologische Relevanz des Fundes hin. Da es keine weiteren Hinweise auf Verbrechen gab, wurden die Mordermittlungen eingestellt und der Fund geriet zunächst in Vergessenheit. Die Leichenteile lagerten jahrelang in der Asservatenkammer der Hamburger Rechtsmedizin, wo sie aufgrund des Fehlens von Konservierungsmaßnahmen und der davon verursachten unkontrollierten Trocknung stark schrumpften.

### Zweiter Fund

Rot markiert die im Jahr 2000 und blau markiert die im Jahr 2005 gefundenen Körperteile

Rund vier Jahre später, am 5. Januar 2005, entdeckte ein Torfarbeiter nahe der alten Fundstelle, in der 80 cm tief gelegenen Übergangsschicht vom Schwarz- zum Weißtorf, die Überreste einer mumifizierten rechten Hand. Die herbeigerufene Kriminalpolizei informierte diesmal das Niedersächsische Landesamt für Denkmalpflege, dessen Mitarbeiter den Fund umgehend begutachteten und ein hohes Alter des Fundes bestätigten. Die Fundstelle wurde auf einer Fläche von 60 Quadratmetern umfassend ausgegraben. Dabei konnten zahlreiche Knochen, Zähne und Hautpartien geborgen und mit den Altfunden aus dem Jahr 2000 zusammengeführt werden. Untersuchungen der Fundstelle mittels Georadar und Metalldetektoren ergaben keine weiteren Befunde. Es wurden weder Metallteile noch Kleidungsreste oder sonstige Gegenstände gefunden. Im Juni 2005 wurde der Fund offiziell der Öffentlichkeit präsentiert und fand in den Medien ein breites Echo. Eine vom NDR initiierte Publikumsbefragung zur Namensgebung des Mädchens aus dem Uchter Moor ergab rund 900 Vorschläge und führte zum Populärnamen Moora.

## Beschreibung
Die Leiche wurde durch die Torfabbaumaschine stark zerteilt und von ihrem ursprünglichen Liegeort verlagert. Vom Körper liegen nahezu das gesamte Skelett, Teile des Schädels mit anhängender Kopfhaut und -haaren, die vollständige mumifizierte rechte Hand, weitere kleine Hautpartien, zahlreiche Zähne sowie Fuß- und Fingernägel vor. Alle Knochen sind aufgrund der Lagerung im sauren Moormilieu weitgehend entkalkt, geschrumpft, teilweise verformt und haben eine dunkelbraune Farbe. Ihre Kollagenstruktur hat sich jedoch hervorragend erhalten. Die an dem Schädelteil anhaftenden, noch etwa 14 cm langen Haare haben durch die Einwirkung des Moores eine rote Farbe. Die rechte Hand ist ebenfalls stark geschrumpft und hat eine Länge von 13 cm und eine Breite von nur noch 5 cm. Die Haut, Knochen, Sehnen und Gelenke sind gut erhalten, ebenso die Papillarleisten der Finger. Von ihnen konnten noch daktylographisch auswertbare Fingerabdrücke fotografisch abgenommen und mit dem polizeilichen Fingerabdruck-Identifizierungssystem
AFIS klassifiziert werden. Sie weisen den für die meisten gegenwärtigen Mitteleuropäer typischen Mustertyp der Ulnarschleife auf.

## Untersuchungen

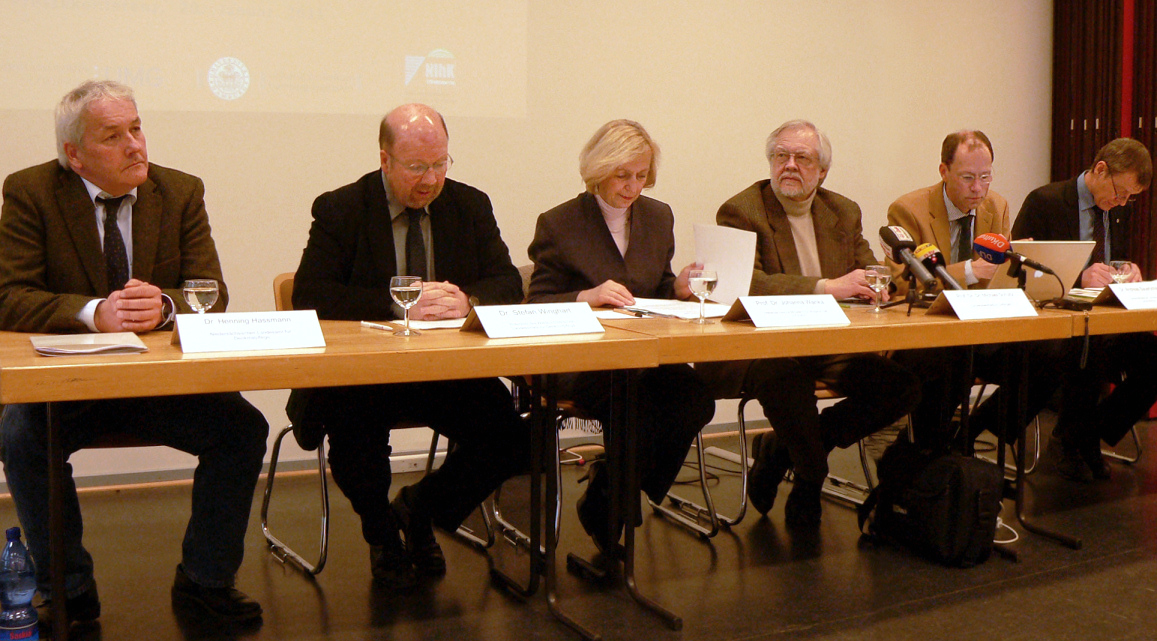
Vorstellung neuerer Untersuchungsergebnisse bei einer Pressekonferenz im Januar 2011 im Niedersächsischen Landesamt für Denkmalpflege. Von links nach rechts: Henning Haßmann, Stefan Winghart, Johanna Wanka, Michael Schultz, Andreas Bauerochse, Klaus Püschel

Zur Erforschung des Fundes bildete sich eine archäologisch-paläoökologische Projektgruppe, dem das Niedersächsische Landesamt für Denkmalpflege, die Universität Göttingen, das Universitätsklinikum Hamburg-Eppendorf sowie das Niedersächsische Institut für historische Küstenforschung angehören. Die Untersuchungen werden aus einem Forschungsförderprogramm des Niedersächsischen Ministeriums für Wissenschaft und Kultur in Höhe von 500.000 Euro gefördert.

## Befunde

### Lebensumfeld
Mittels paläoökologischer Geländeuntersuchungen wurde die frühere Landschaft zu Lebzeiten des Mädchens rekonstruiert. Dazu wurden rund 5.000 Bohr- und Höhenpunkte ausgewertet sowie Bohrprofile auf Pollen und Sporen untersucht. Demnach war das Uchter Moor vor rund 2.600 Jahren kleiner als heute. Wegen der geringeren Moormächtigkeit ragten Kuppen von mineralischem Boden wie Inseln aus dem Moor. Das Gebiet war besiedelt und es wurde Weidewirtschaft sowie Getreideanbau betrieben.

### Datierung
Der Horizont der Fundschicht im Übergang vom Schwarz- zum Weißtorf deutet stratigraphisch auf eine Niederlegung um die Zeitenwende hin. Mittels einiger an der Christian-Albrechts-Universität zu Kiel durchgeführten C14-Datierungen konnte der Todeszeitpunkt des Mädchens auf den Zeitraum zwischen 764 und 515 v. Chr., etwa um 650 v. Chr., datiert werden. Es handelt sich somit um die älteste bisher in Niedersachsen gefundene Moorleiche.

### Moorleiche

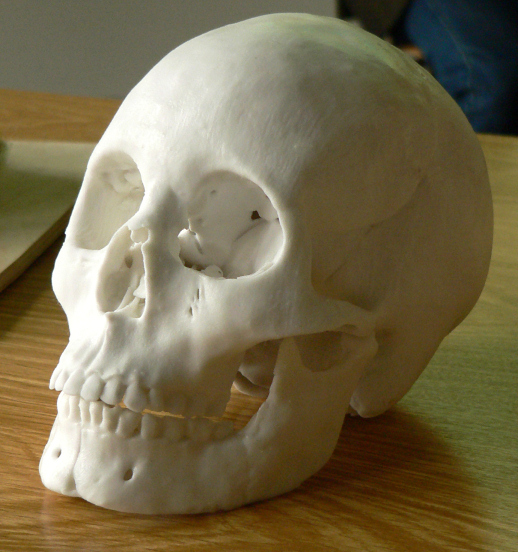
Nachbildung des Schädels der Moorleiche, der als Vorlage für Gesichtsrekonstruktionen diente

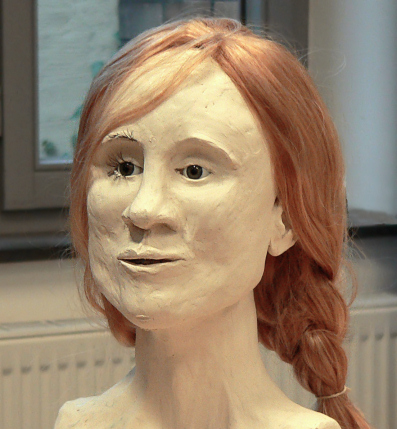
Gesichtsrekonstruktion von Kerstin Kreutz als Vollplastik

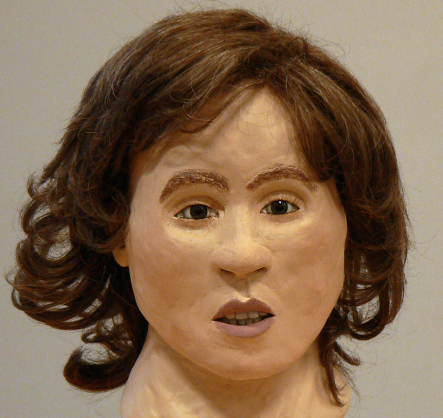
Weitere vollplastische Gesichtsrekonstruktion von Sabine Ohlrogge mit dunkler Haarfarbe

Die paläopathologischen Untersuchungen an den Überresten der Moorleiche mittels unterschiedlicher bildgebender Verfahren ergaben zahlreiche Befunde. Abgeleitet von den Langknochen war das Mädchen zu Lebzeiten etwa 150 cm groß. Das Geschlecht der Leiche konnte DNA-analytisch als weiblich bestätigt werden. Ein im Unterkiefer voll ausgebildeter Weisheitszahn und die noch nicht verknöcherten Schädelnähte und weitere Skelettmerkmale lassen auf ein Alter zwischen 16 und 19 Lebensjahren schließen. Die Deformation des Unterkiefers sowie der Bruch des Oberkiefers gehen vermutlich auf den Erddruck im Moor oder die unsanfte Behandlung durch die Torfabbaumaschine zurück. In einigen Zahnfächern sitzen noch die vom Moor entkalkten und bräunlich verfärbten Zähne. Beide Schienbeine zeigen im Röntgenbefund elf deutliche Harris-Linien, die Stillstände im Knochenwachstum des Mädchens infolge von Mangelernährung, schwerer Krankheit oder Stresssituationen anzeigen. Zehn dieser Linien liegen in regelmäßigen, engen Abständen zueinander, wohingegen eine Linie etwas abgesetzt liegt. Das Mädchen muss in seiner Entwicklung bereits mehrere, regelmäßig wiederkehrende Hungerzeiten durchlebt haben. Vergleichende Dichtemessungen der rechten und linken Extremitätenknochen zeigten ein für Linkshänder typisches Dichteverteilungsmuster. Die für Jugendliche diesen Alters ungewöhnlich hohe Dichte und Mikrostruktur der Halswirbelkörper lässt darauf schließen, dass Moora häufig schwere Lasten auf ihrem Kopf trug. Die Knochen der Ober- und Unterschenkel deuteten auf eine noch nicht geklärte Erkrankung hin, die infektiös oder durch Mangelernährung bedingt war. Der Schädel wies zwei Frakturen auf, die bereits verheilt waren. Im Schädel fand sich ein fibroossärer Tumor, der in späteren Jahren zum Tod hätte führen können. Nachgewiesen werden konnte auch eine Gehirnhautentzündung, die vermutlich durch Tuberkulose verursacht war.

### Todesursache
Da die Leiche durch die Torfabbaumaschine stark beschädigt und verlagert wurde, konnte deren ursprüngliche Lage im Moor nicht direkt beobachtet werden, somit lassen sich auch keine sicheren Angaben zur Art der Niederlegung machen. Die Beschädigungsmuster an den Leichenteilen deuten jedoch an, dass die Leiche parallel zur Arbeitsrichtung der Torfabbaumaschine lag und die an allen Leichenteilen anhaftenden Reste von Schwarz- und Weißtorf deuten an, dass sie in horizontaler Ausrichtung lag. An den Knochen des Skelettes wurden keinerlei Spuren von Gewalteinwirkungen diagnostiziert, die auf eine unnatürliche Todesursache hindeuten würden. Ob Moora in dem Moor verunglückte, dort beigesetzt oder verscharrt wurde, lässt sich nicht sicher klären. Das Fehlen von Kleidungsresten sowie Grabbeigaben spricht jedoch eher gegen einen normalen Tod oder eine normale Bestattung.

### Schädel- und Gesichtsrekonstruktion
Aus den computertomographisch gewonnenen Daten von den einzelnen Knochenteilen wurde mittels computergestützter 3D-Visualisierung der Schädel virtuell wieder zusammengesetzt. Auf Basis der Daten ließ das Landesamt durch ein Unternehmen für medizinische Präparate in einem Verfahren, wie es auch bei der Rekonstruktion des Goldhorts von Gessel angewendet wurde, eine Nachbildung des Schädels in Kunststoff per 3D-Drucker erstellen. Dabei bediente man sich des 3D-Drucks im Digital-Fabricating-Verfahren. Im Anschluss fertigten mehrere Wissenschaftler mittels unterschiedlicher Methoden Gesichtsrekonstruktionen an. Es entstanden zwei Vollplastiken, eine Zeichnung sowie zwei Computer-Animationen.

## Bedeutung
Der Fund des Mädchens aus dem Uchter Moor ist der erste Fund einer Moorleiche in Niedersachsen seit 1955. Seit der industriellen Mechanisierung des Torfabbaus sank die Chance, Moorleichen zu entdecken, da diese im mechanisierten Prozess übersehen werden.
Zu Lebzeiten des Mädchens waren Feuerbestattungen die übliche Bestattungsform und somit liegen menschliche Überreste aus dieser Epoche nur noch in Form von verkohlten Knochensplittern oder Asche vor, die für eine weitergehende anthropologische Analyse nur wenig Material liefern. Aufgrund der Qualität und Menge des vorliegenden organischen Materials bietet dieser Fund eine einzigartige Möglichkeit, mit modernen naturwissenschaftlichen Analyseverfahren weitere archäologische Einblicke in diese Epoche zu gewinnen.
Ab dem Jahr 2008 waren die Überreste des Mädchens Gegenstand eines dreijährigen interdisziplinären Forschungsprojekts unter Beteiligung zahlreicher Institute, wie dem Niedersächsischen Landesamt für Denkmalpflege, dem Seminar für Ur- und Frühgeschichte der Universität Göttingen, dem Niedersächsischen Institut für historische Küstenforschung sowie dem Institut für Rechtsmedizin und dem Institut für Medizinische Informatik des Universitätsklinikums Hamburg-Eppendorf. Sie brachten neue Erkenntnisse zu den Lebensumständen der Menschen am Ende der Bronzezeit und Beginn der Eisenzeit.

## Präsentation

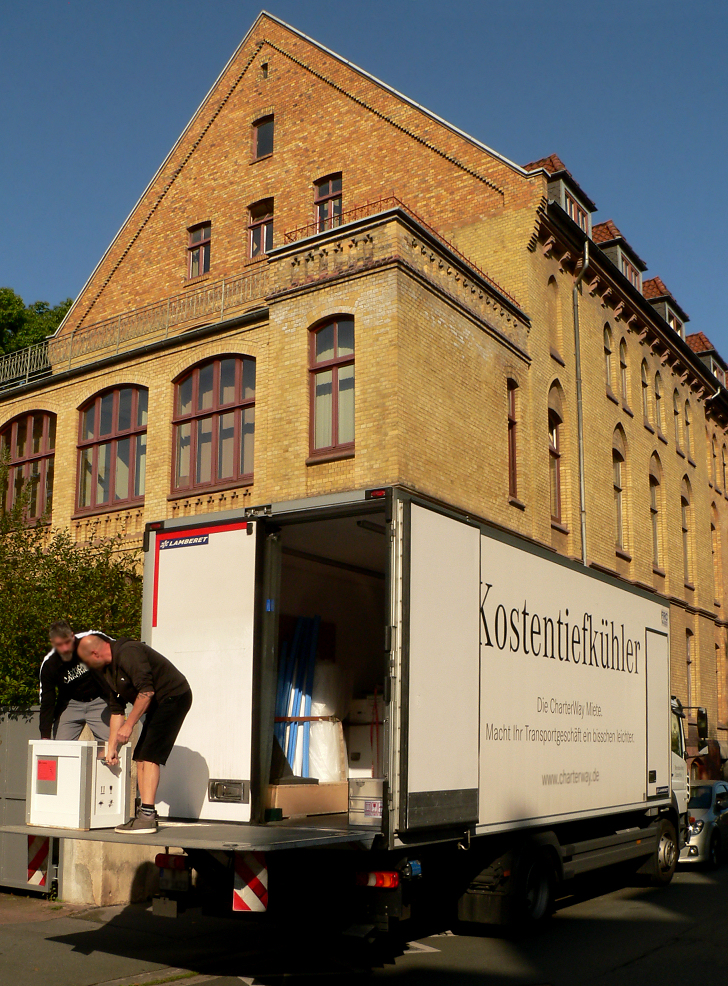
Transport einer Hand von Moora in einer Klimakiste von Hannover zur Ausstellung Bewegte Zeiten. Archäologie in Deutschland in Berlin, 2018

Nach Abschluss der Untersuchungen soll Moora neben dem Roten Franz im Niedersächsischen Landesmuseum in Hannover ausgestellt werden. Es ist jedoch eine Diskussion darüber entstanden, ob die Moorleiche in einem Heimatmuseum in Uchte präsentiert werden sollte, um auch in der Nähe des Fundortes eine touristische Attraktion zu schaffen. Tatsächlich vorgesehen ist dies wegen der aufwändigen Aufbewahrungsvoraussetzungen nicht. Auf den Fund von Moora wurde bereits früh im heimatkundlich und touristisch ausgerichteten Moorinformationszentrum des Uchter Moores hingewiesen, das als Bahnhof der Moorbahn Uchter Moor fungiert. Das Zentrum, ein Beobachtungsturm am Rande des Moores und die Bahn mit ihrem rund 10 km langen Streckennetz durch das Moor entstanden im Jahre 2006. Die Ausstellung des Moorinformationszentrums zeigt neben der Moorlandschaft des Uchter Moors und der Torfgewinnung einen größeren archäologischen Bereich zu Moora, der im Mai 2011 erweitert eröffnet wurde.
Vom 21. September 2018 bis 6. Januar 2019 wurde die 2005 gefundene rechte Hand von Moora im Martin-Gropius-Bau in Berlin in der Ausstellung Bewegte Zeiten. Archäologie in Deutschland gezeigt, die aus Anlass des Europäischen Kulturerbejahres 2018 stattfand.

## Filmberichte
- Der Fall: Das Mädchen im Moor, Film von Michael Heuer, 2007
- Die letzte Zeugin – Die Tote aus dem Moor, ZDF-Fernsehsendung Abenteuer Wissen, 2011
- Terra X – Deutschlands Supergrabungen, ZDF-Fernsehsendung, 2012